# بين فالي (كاليفورنيا)
بين فالي (بالإنجليزية: Pine Valley CDP, California)‏ هي منطقة سكنية تقع بولاية كاليفورنيا في الولايات المتحدة. تبلغ مساحتها 18.508 كم2، وترتفع عن سطح البحر 1139 م، بلغ عدد سكانها 1,510 نسمة في عام 2010 حسب إحصاء مكتب تعداد الولايات المتحدة وتصل الكثافة السكانية فيها 81.6 نسمة لكل كيلومتر مربع (211.3/ميل2).

## التركيبة السكانية
حدّد مكتب تعداد الولايات المتحدة بيانات التركيبة السكانية لبين فالي في تعداد الولايات المتحدة. في ما يلي، التركيبة السكانية حسب تعدادي 2000 و2010.

### تعداد عام 2000
بلغ عدد سكان بين فالي 1,501 نسمة بحسب تعداد عام 2000، وبلغ عدد الأسر 559 أسرة وعدد العائلات 420 عائلة مقيمة في المنطقة السكنية. في حين سجلت الكثافة السكانية 81.1 نسمة لكل كيلومتر مربع (210.0/ميل2). وبلغ عدد الوحدات السكنية 653 وحدة بمتوسط كثافة قدره 35.3 لكل كيلومتر مربع (91.4/ميل2).
وتوزع التركيب العرقي للمنطقة السكنية بنسبة 94.87% من البيض و0.67% من الأمريكيين الأصليين و0.53% من الأمريكيين ذوي الأصول الآسيوية و2.27% من الأعراق الأخرى و1.67% من عرقين مختلطين أو أكثر و7.13% من الهسبانيون أو اللاتينيون من أي عرق.
بلغ عدد الأسر 559 أسرة كانت نسبة 36.7% منها لديها أطفال تحت سن الثامنة عشر تعيش معهم، وبلغت نسبة الأزواج القاطنين مع بعضهم البعض 65.5% من أصل المجموع الكلي للأسر، ونسبة 7% من الأسر كان لديها معيلات من الإناث دون وجود شريك،  بينما كانت نسبة 2.7% من الأسر لديها معيلون من الذكور دون وجود شريكة وكانت نسبة 24.9% من غير العائلات. تألفت نسبة 19.3% من أصل جميع الأسر من عدة أفراد يعيشون في نفس المنزل ونسبة 6.3% كانت تتألف من شخص يعيش بمفرده يبلغ من العمر 65 عاماً أو أكثر. وبلغ متوسط حجم الأسرة المعيشية 2.69، أما متوسط حجم العائلات فبلغ 3.11.
بلغ العمر الوسطي للسكان 42.9 عاماً. وكانت نسبة 25.6% من القاطنين تحت سن الثامنة عشر، وكانت نسبة 5.7% بين الثامنة عشر والرابعة والعشرين عاماً، ونسبة 23.3% كانت واقعةً في الفئة العمرية ما بين الخامسة والعشرين والرابعة والأربعين عاماً، ونسبة 33.3% كانت ما بين الخامسة والأربعين والرابعة والستين، ونسبة 12.1% كانت ضمن فئة الخامسة والستين عاماً فما فوق. يوجد لكل 100 أنثى 93.2 ذكر، ويوجد لكل 100 أنثى في الثامنة عشر من عمرها فما فوق 91.8 ذكر.
بلغ متوسط دخل الأسرة في المنطقة السكنية 64,265 دولارًا، أما متوسط دخل العائلة فبلغ 71,949 دولارًا. وكان متوسط دخل الذكور 51,940 دولارًا مقابل 34,583 دولارًا للإناث. وسجل دخل الفرد الخاص بالمنطقة السكنية 24,945 دولارًا. وكانت نسبة 4.7% من العائلات ونسبة 3.9% من السكان تحت خط الفقر، وكان من هؤلاء نسبة 4.2% تحت سن الثامنة عشر ونسبة 6.9% في الخامسة والستين من العمر وما فوق.

### تعداد عام 2010
بلغ عدد سكان بين فالي 1,510 نسمة بحسب تعداد عام 2010، وبلغ عدد الأسر 610 أسرة وعدد العائلات 440 عائلة مقيمة في المنطقة السكنية. في حين سجلت الكثافة السكانية 81.6 نسمة لكل كيلومتر مربع (211.3/ميل2). وبلغ عدد الوحدات السكنية 721 وحدة بمتوسط كثافة قدره 39 لكل كيلومتر مربع (101.0/ميل2).
وتوزع التركيب العرقي للمنطقة السكنية بنسبة 93.25% من البيض و0.40% من الأمريكيين الأفارقة و0.40% من الأمريكيين الأصليين و1.06% من الأمريكيين ذوي الأصول الآسيوية و0.07% من سكان جزر المحيط الهادئ و1.32% من الأعراق الأخرى و3.51% من عرقين مختلطين أو أكثر و10.20% من الهسبانيون أو اللاتينيون من أي عرق.
بلغ عدد الأسر 610 أسرة كانت نسبة 26.6% منها لديها أطفال تحت سن الثامنة عشر تعيش معهم، وبلغت نسبة الأزواج القاطنين مع بعضهم البعض 60.2% من أصل المجموع الكلي للأسر، ونسبة 7% من الأسر كان لديها معيلات من الإناث دون وجود شريك،  بينما كانت نسبة 4.9% من الأسر لديها معيلون من الذكور دون وجود شريكة وكانت نسبة 27.9% من غير العائلات. تألفت نسبة 21% من أصل جميع الأسر من عدة أفراد يعيشون في نفس المنزل ونسبة 8% كانت تتألف من شخص يعيش بمفرده يبلغ من العمر 65 عاماً أو أكثر. وبلغ متوسط حجم الأسرة المعيشية 2.48، أما متوسط حجم العائلات فبلغ 2.85.
بلغ العمر الوسطي للسكان 48.3 عاماً. وكانت نسبة 18.5% من القاطنين تحت سن الثامنة عشر، وكانت نسبة 7.5% بين الثامنة عشر والرابعة والعشرين عاماً، ونسبة 18.8% كانت واقعةً في الفئة العمرية ما بين الخامسة والعشرين والرابعة والأربعين عاماً، ونسبة 41.7% كانت ما بين الخامسة والأربعين والرابعة والستين، ونسبة 13.4% كانت ضمن فئة الخامسة والستين عاماً فما فوق. وتوزع التركيب الجنسي للسكان بنسبة 50.1% ذكور و49.9% إناث.